# Raffinerie-Katastrophe in San Juanico 1984
Bei der Raffinerie-Katastrophe in San Juanico handelt es sich um eine Reihe von Gasexplosionen, die sich am 19. November 1984 in Mexiko ereignet haben. Ursache war eine undicht gewordene Gasleitung. Bei dem Unglück kamen mindestens 500 Menschen ums Leben.
San Juanico ist die umgangssprachliche Bezeichnung der Ortschaft San Juan Ixhuatepec nördlich von Mexiko-Stadt.

## Verlauf
Betroffen war eine Anlage der Petroleumgesellschaft Petróleos Mexicanos (PEMEX). Dort leitete ein defektes Sicherheitsventil unkontrolliert Erdgas in eine 20 Zentimeter dicke Gasleitung. Augenzeugen hätten schon Tage zuvor einen Gasgeruch bemerkt. Am 19. November hielt das Rohr dem immens gestiegenen Druck nicht mehr stand und platzte um 5.30 Uhr. Hochentzündliches Gas breitete sich um die Anlage und die dort errichteten Arbeiterhütten aus. Die entstandene Gaswolke breitete sich in Richtung der Gasfackel des Betriebs aus. Beim Erreichen der brennenden Fackel zündete die Gaswolke durch. Durch den entstandenen Brand kam es zu weiteren Explosionen an umliegenden Flüssiggastanks (siehe BLEVE).
Um 5.46 Uhr zerbarst einer von sechs Haupttanks mit einem Fassungsvermögen von 2400 Kubikmetern Flüssiggas. „[B]innen Sekunden [standen] vier ganze Wohnblocks in Flammen. Der Seismograph der 20 Kilometer entfernten Universidad de México verzeichnet[e] ein Beben der Stärke fünf auf der Richterskala“.
Um etwa 11 Uhr ereignete sich die letzte Explosion. Insgesamt seien 11.000 Kubikmeter Gas verbrannt. Die offizielle Zahl der Toten wurde auf rund 500 festgesetzt, von denen allerdings nur wenige identifiziert werden konnten. Vermutlich starben sehr viel mehr Menschen in den Slums. Man zählte rund 7000 Verletzte. 150 Häuser wurden vollständig zerstört, 1400 weitere beschädigt. Nach der Katastrophe wurde die Anlage der Firma PEMEX wiederaufgebaut. Die Regierung ließ eine Schutzzone von 100 Metern rund um die Raffinerie errichten, in der künftig keine Wohnhäuser mehr errichtet werden durften.
Ein weiteres Unglück ereignete sich im Ort am 11. November 1996, als ausgelaufenes Erdöl explodierte. Vier Menschen starben, 15 wurden verletzt. 2006 wurde die Anlage geschlossen. Zu den größeren Katastrophen im Bereich der Petrochemie in Mexiko zählt auch das Unglück von Guadalajara 1992.